# 검은 내각
검은 내각(영어: Black Cabinet)은 프랭클린 D. 루스벨트 대통령의 아프리카계 미국인 고문들로 구성된 조직적이지만 비공식적인 그룹이었다. 행정부의 아프리카계 미국인 연방 직원들은 연방 정책에 영향을 미치기 위해 '연방 흑인 문제 위원회'라고 불리는 단체를 결성했다. 루스벨트는 대통령 재임 기간(1933년~1945년) 동안 이전의 모든 대통령들처럼 공식적인 대통령 내각에 아프리카계 미국인을 장관이나 차관으로 지명하지 않았다. 그러나 1935년 중반까지 미국 연방 행정각부와 뉴딜 기관에서 행정직을 맡고 있거나 대통령 고문을 맡은 아프리카계 미국인은 45명에 달했다. 루스벨트는 애드혹 위원회를 공식적으로 인정하지 않았지만, 구성원들을 고문으로 활용했고, 영부인 엘리너 루스벨트는 이 위원회를 격려했다. 많은 사람들이 "검은 내각"이라는 용어를 루스벨트 행정부에서 연방 기관을 이끈 최초의 흑인인 메리 매클라우드 베슌에게 돌리고 있지만, 아프리카계 미국인 신문들은 이전부터 이전 대통령들의 비공식 흑인 고문들을 묘사하는 데 이 용어를 사용해왔다.

## 역사
위원회가 민권을 염려했음에도 불구하고 프랭클린 D. 루스벨트는 전시 기간 동안 인종 불평등보다 더 큰 문제들이 다루어져야 한다고 믿었다. 그는 또한 남부 백인 의회 민주당 의원들의 지지를 유지하기 위해 고군분투하고 있었다. 루스벨트는 남부에서 인두세 사용을 금지하는 법안을 지지하지 않았고, 린칭을 연방 범죄로 만드는 법안도 지지하지 않았다.
엘리너 루스벨트의 지원을 받은 검은 내각은 아프리카계 미국인들이 복지 기금의 10%를 받을 수 있도록 노력했다. 위원회는 흑인 시민들이 뉴딜 정책의 수혜자 중 저조하게 대표되고 있다고 주장했는데, 이는 주로 남부 민주당원들이 백인 유권자들을 돕기 위한 프로그램의 구조와 시행에 영향을 미쳤기 때문이다. 예를 들어, 농업조정국은 농부들을 도왔지만 농장 노동자들은 돕지 않았다. 농장주들은 농장 생산량을 줄여 노동력 수요를 감소시키도록 유인되었다. 공공사업진흥국 (WPA)과 국립청년행정국 (NYA)과 같은 프로그램들은 자금의 10%를 아프리카계 미국인들에게 (미국 인구 비율에 맞춰) 할당하려고 시도했다. 이 기관들은 백인 부서와 동일한 임금 및 조건을 가진 별도의 흑인 전용 부서를 설치했으며, 이에 흑인 유권자들은 호의적으로 반응했다.
메리 매클라우드 베슌은 위원회의 비공식적인 조직자이자 국립청년행정국의 흑인 문제 담당 국장을 역임했다. 레이포드 위팅엄 로건은 제2차 세계 대전 중 아프리카계 미국인들의 군대 배제를 금지하는 루스벨트의 행정 명령을 초안했다. 다른 지도자로는 윌리엄 H. 헤이스티와 로버트 C. 위버가 있었다. 검은 내각과 관련된 지도자들은 전후 강하게 발전한 민권 운동의 일부 기반을 마련한 공로를 인정받는다.
위원회는 실업 상태인 아프리카계 미국인들을 위해 일자리와 다른 기회를 창출하려고 노력했다. 남부 시골 지역에 집중되어 있던 아프리카계 미국인들은 대공황 시대 빈곤층의 약 20%를 차지했다. 그들은 종종 산업 일자리에서 가장 먼저 해고되었다. 대부분의 아프리카계 미국인들은 일부 뉴딜 법안의 혜택을 받지 못했다.
WPA는 작가, 예술가, 사진가 등 다양한 직업에 창조적인 사람들을 고용하는 기관을 만들었다. 이 시기에 건설된 수많은 연방 건물에는 WPA 벽화가 그려지고 WPA 조각품이 의뢰되었다. 사진가들은 남부와 북부 도시의 가족들을 기록했다. 연방 작가 프로젝트는 직원들에게 주당 20달러를 지급했으며, 그들은 주요 도시를 포함하여 모든 주의 역사를 저술했다.
로스코 E. 루이스의 지휘 아래, 버지니아 작가 프로젝트는 전직 노예였던 아프리카계 미국인들을 인터뷰하기 위해 전원 흑인으로 구성된 작가 부서를 파견했다. 이러한 기록은 다른 주에서도 인터뷰를 통해 요청되었다. 연방 작가 프로젝트의 노예 서사 컬렉션은 WPA의 가장 지속적이고 주목할 만한 성과 중 하나로 남아있다.
이 그룹의 구성원들은 아프리카계 미국인의 필요에 대한 통찰력을 제공하기 위해 공식적으로나 비공식적으로 각 기관에서 활동했다. 과거에는 아프리카계 미국인들의 명백한 이익을 위해 연방 정부에서 함께 일하도록 한꺼번에 이렇게 많은 아프리카계 미국인이 선발된 적이 없었다. 45명은 주로 행정부의 자문 그룹을 구성했다. 엘리너 루스벨트는 뉴딜 프로그램을 형성하는 데 도움을 주기 위해 검은 내각의 구성을 장려했다고 전해진다.

## 구성원
대부분의 구성원은 정치인이 아니라 지역 사회 지도자, 학자, 활동가였다. 저명한 구성원으로는 하버드 대학교 출신의 젊은 경제학자이자 인종 관계 고문인 로버트 C. 위버 박사가 있었다. 그는 백악관과 협력하여 아프리카계 미국인들에게 더 많은 기회를 제공했다. 1966년 그는 린든 B. 존슨에 의해 새로 창설된 주택도시개발부 장관으로 임명되면서 최초의 아프리카계 미국인 내각 구성원이 되었다. 1970년대에는 위버가 뉴욕 시의 금융 위기 동안 형성된 시 재정 지원 공사의 전국 이사를 역임했다. 루스벨트의 검은 내각의 또 다른 저명한 구성원은 주요 민권 단체인 전국 도시 연맹의 총무인 유진 K. 존스였다.
가장 잘 알려진 구성원 중 유일한 여성은 메리 매클라우드 베슌이었다. 베슌은 루스벨트 부부와의 정치적 친밀도가 매우 강해서 당적을 바꿀 정도였다. 베슌은 지역 사회와 매우 밀접하게 연결되어 있었고, 아프리카계 미국인들이 진정으로 원하는 것이 무엇인지 알고 있다고 믿었다. 그녀는 내각의 다른 구성원들에게 매우 높이 평가되었으며, 젊은 남성들은 그녀를 "마 베슌"이라고 불렀다. 베슌은 엘리너 루스벨트의 개인적인 친구였으며, 내각 구성원 중 유일하게 백악관에 접근할 수 있었다. 그들의 우정은 엘리너 루스벨트가 베슌을 대통령의 오른쪽에 앉힌 오찬에서 시작되었는데, 이는 존경의 자리로 여겨졌다. 프랭클린 루스벨트는 베슌의 연설에 매우 감명받아 그녀를 새로 창설된 국립청년행정국의 흑인 문제 부서에 임명했다.
1938년 이 그룹의 구성원들은 다음과 같다:
- 알프레드 에드거 스미스, 공공사업진흥국
- 앰브로스 칼리버 박사, 미국 내무부
- 아서 와이시거, 미국 노동부
- 찰스 E. 홀, 미국 상무부
- 콘스턴스 E. H. 다니엘, 미국 농무부
- 듀이 R. 존스, 미국 내무부;
- 에드거 G. 브라운, 민간 보존단
- 에드워드 H. 로슨 주니어, 공공사업진흥국
- 헨리 A. 헌트, 농업 신용 관리국
- J. 파커 프레스콧, 주택청
- 존 W. 휘튼, 공공사업진흥국
- 조셉 H. 에반스, 농업 안보 관리국
- 조셉 R. 하우친스, 미국 상무부
- 로렌스 A. 옥슬리, 미국 노동부
- 메리 매클라우드 베슌, 국립청년행정국
- 랄프 E. 미젤, 미국 우편 서비스
- 로버트 C. 위버 박사, 연방 주택청
- 로스코 C. 브라운 박사, 공중 보건 서비스
- 윌리엄 I. 휴스턴, 미국 법무부
- 윌리엄 J. 톰킨스 박사, 공증인

다양한 시기에 다른 구성원들도 있었다:
- 찰스 L. 프랭클린 박사,[12] 사회보장국
- 유진 킨클 존스, 미국 상무부
- 프랭크 스미스 혼, 검안사, 대학 행정가, 작사가
- 윌리엄 J. 트렌트, 연방 공공사업청
- 윌리엄 H. 헤이스티, 변호사, 미국 내무부

## 같이 보기
- 민권 운동 (1896년-1954년)
- 아프리카계 미국인 미국 내각 구성원 목록
- 미국 내각

## 내용주
1. ↑  주택도시개발부 장관인 로버트 C. 위버는 1966년에야 첫 내각 구성원이 되었고, J. 어니스트 윌킨스 시니어 역시 루스벨트 이후인 1954년에 노동부 차관으로 임명되었다.

## 참고 문헌
- Barron, James (1997년 7월 19일). “Robert C. Weaver, 89, First Black Cabinet Member, Dies”. 《New York Times》. 2022년 1월 5일에 확인함.
- Burwell, N. Yolanda (2001). 〈Lawrence A. Oxley: Defining state public welfare among African Americans〉.   Carlton-LaNey, Iris. 《African American leadership: An empowerment tradition in social welfare history》. Washington, DC: NASW Press. 99–110쪽. ISBN 9780871013170.
- Fleming, Thomas C. (1999년 9월 8일). “Reflections on Black History: Part 83, The Black Cabinet”. 《Columbus Free Press》. 2022년 1월 5일에 확인함.
- “African American History”. 《Microsoft Encarta Online Encyclopedia》. Microsoft. 2009년 10월 28일에 원본 문서에서 보존된 문서. 2022년 1월 5일에 확인함.
- Hughes, Langston; Meltzer, Milton; Lincoln, C. Eric (1973). 《A Pictorial History of the Negro in America》 3 rev판. New York: Crown Publishers.
- Oxley, Lawrence A. (1927). 《The North Carolina Negro》. s.l.: s.n. 2022년 1월 5일에 확인함., Reprinted from the November 1927 Welfare Magazine
- Oxley, Lawrence A. (July 1940). 《Employment Security and the Negro》. 《Employment Security Review》 7. 12–15쪽. 2022년 1월 5일에 확인함.
- Walton, Hanes (1985). 《Invisible politics: Black political behavior》. Albany: State University of New York Press. ISBN 0873959663.
- Weiss, Nancy J. (1983). 《Farewell to the party of Lincoln: Black politics in the age of FDR》. Princeton, NJ: Princeton University Press. ISBN 0691047030.
- Yetman, Norman R. “An Introduction to the WPA Slave Narratives | Articles and Essays | Born in Slavery: Slave Narratives from the Federal Writers' Project, 1936-1938 | Digital Collections | Library of Congress”. 《Library of Congress》. 2022년 1월 5일에 확인함.

## 더 읽기
- Daniel, Walter. Ambrose Caliver: Adult Educator and Civil Servant, Syracuse, NY: Syracuse Univ Printing, 1966
- Poole, Bernice Anderson (1994). 《Mary Mcleod Bethune: educator》. ISBN 0-87067-783-7.
- Wilkins, Theresa B., "Ambrose Caliver: Distinguished Civil Servant", Journal of Negro Education, 1962